# John Hancock Tower
John Hancock Tower, llamada oficialmente Hancock Place y conocida coloquialmente como The Hancock, es un rascacielos de 60 plantas y 241 metros de altura situado en Boston. La torre fue diseñada por Henry N. Cobb de la firma I. M. Pei & Partners (actualmente conocida como Pei Cobb Freed & Partners) y fue completada en 1976. En 1977, el American Institute of Architects confirió a la empresa un National Honor Award para el edificio y en 2011 le confirió el AIA Twenty-five Year Award. Ha sido el edificio más alto de Boston durante más de 30 años, y es el edificio más alto de Nueva Inglaterra.
Su dirección es 200 Clarendon Street. La compañía usa ambos "Hancock Place" y "200 Clarendon Street" como dirección postal para sus oficinas en el edificio. John Hancock Insurance fue originalmente el principal inquilino del edificio, pero la compañía de seguros anunció en 2004 que algunas oficinas serían trasladadas a un nuevo edificio en 601 Congress Street, en Fort Point, Boston.

## Diseño

Vista vertical completa de John Hancock Tower

Las estructuras altas y delgadas de cristal fueron una meta de la arquitectura moderna desde que Mies Van Der Rohe propuso un rascacielos de cristal para Berlín. Tales edificios, como Lever House, de Gordon Bunshaft; Edificio Seagram en Nueva York, de Mies; y Johnson Wax Headquarters de Frank Lloyd Wright, intentaron conseguir esta meta, pero muchos de sus diseños seguían usando artefactos estructurales que impedían un aspecto consistente y monolítico.
En 1972, el diseño de Cobb para Hancock Tower llevó el concepto de rascacielos monolito de cristal a nuevos niveles. La torre es un importante logro en el diseño de rascacielos minimalista y moderno. 

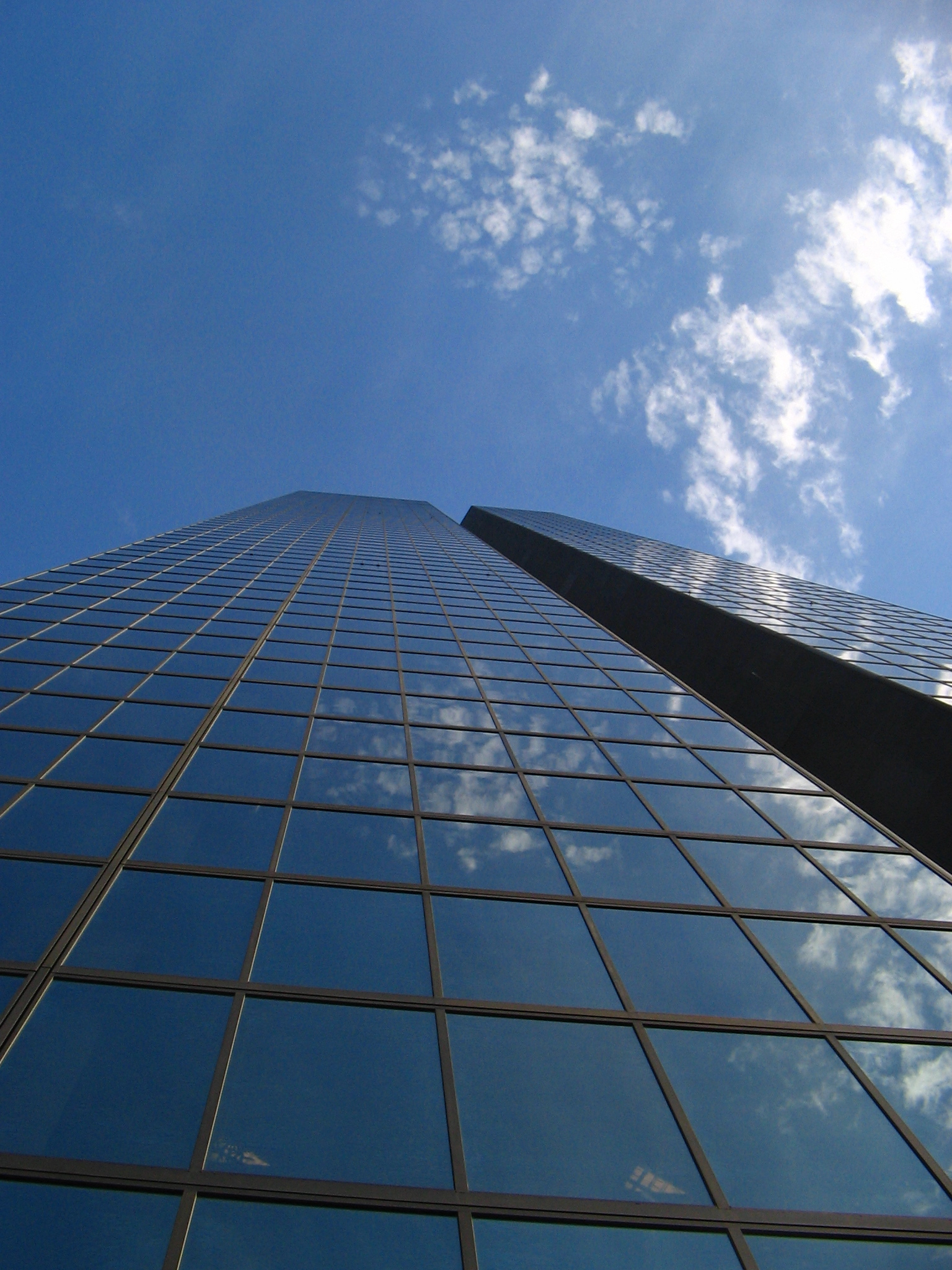
El cielo se refleja en la fachada semejante a un espejo de John Hancock Tower

El minimalismo fue el principio que rigió el diseño de la torre. Se usaron los cristales más grandes posibles. No hay enjutas, y los parteluces son mínimos. Cobb añadió una torsión geométrica moderna usando un paralelogramo para la forma de la planta de la torre. Desde la mayoría de vistas comunes, este diseño hace aparecer a las esquinas de la torre muy afiladas. El cristal de las ventanas altamente reflectivas está tintado ligeramente de azul, lo que resulta en un leve contraste con el cielo en un día claro. Por último, los lados pequeños del paralelogramo están marcados con una profunda mella vertical, que disgrega la masa de la torre y enfatiza su verticalidad. Por la tarde-noche, la mella vertical hacia el noroeste captura la última luz del cielo, mientras que las porciones mayores de cristal reflejan el crepúsculo.
Una importante preocupación de los arquitectos mientras diseñaban la torre fue su proximidad a Boston's Trinity Church, un destacado Hito Histórico Nacional. Esto les guio a rediseñar los planos de la torre, ya que había una protesta pública cuando se reveló que Hancock Tower proyectaría su sombra sobre la iglesia.

## Problemas con el edificio

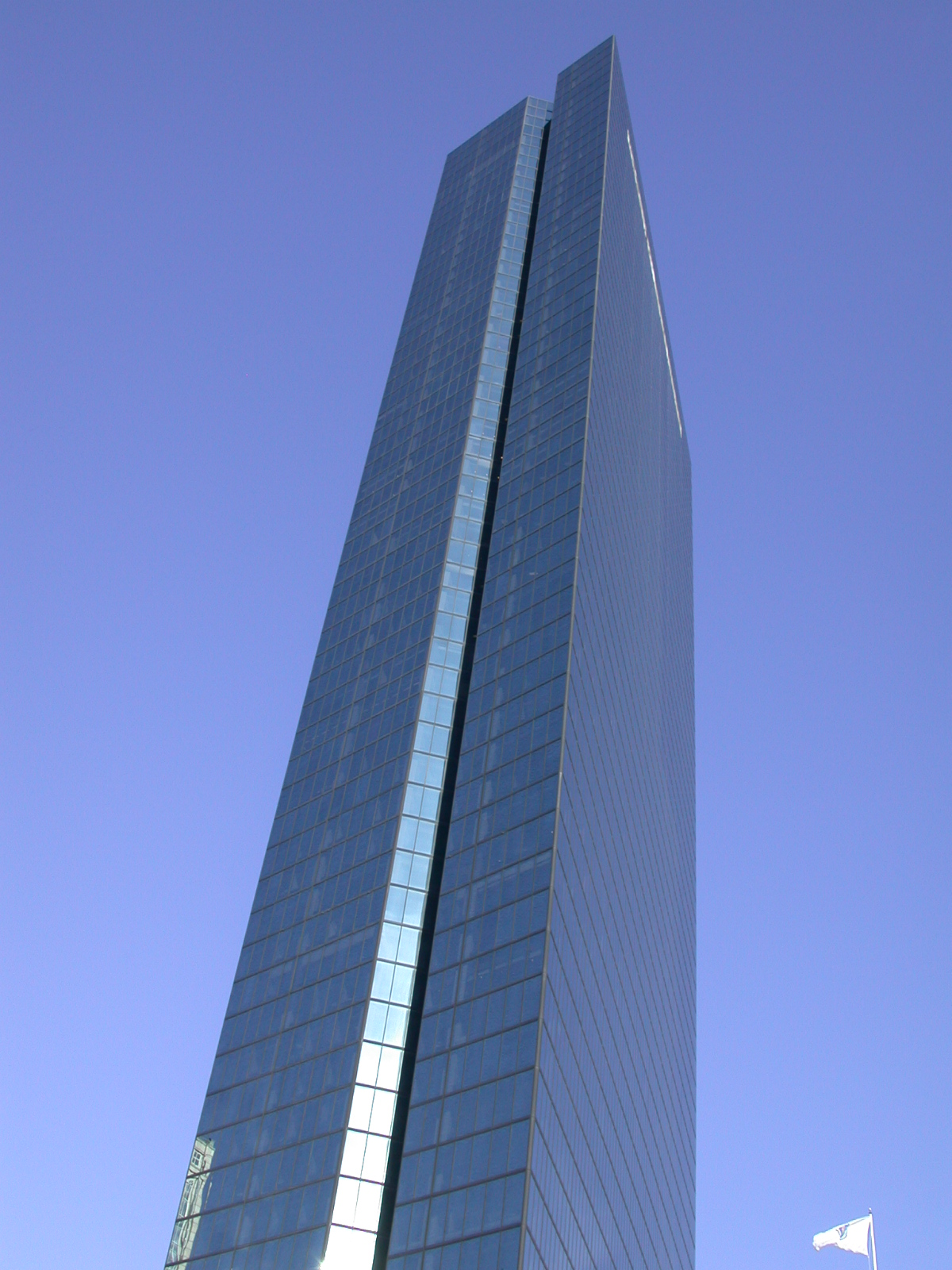
Vista de un lado estrecho

El edificio fue un hito muy adelantado de la firma de diseño más respetada del país, pero ha sido más notorio por sus defectos de ingeniería que por sus logros arquitectónicos. Su apertura se retrasó de 1971 a 1976, y se rumorea que el coste total habría ascendido de $75M a $175M. Fue una vergüenza para la firma, los arquitectos del momento y la industria arquitectónica.

### Cimentación
Hancock Tower estuvo plagada de problemas antes de que empezara la construcción. Durante la excavación de los cimientos de la torre, se erigieron muros de contención temporales de metal para crear un vacío donde construir. Los muros se arquearon, dando paso al barro y la arcilla de Back Bay, lo que se suponía que retendrían. La curva hacia dentro de los muros de contención dañó las líneas de servicios públicos, la acera, y edificios cercanos como la histórica Trinity Church cruzando la calle. Hancock finalmente pagó por todas las reparaciones.

### Caída de paneles de cristal

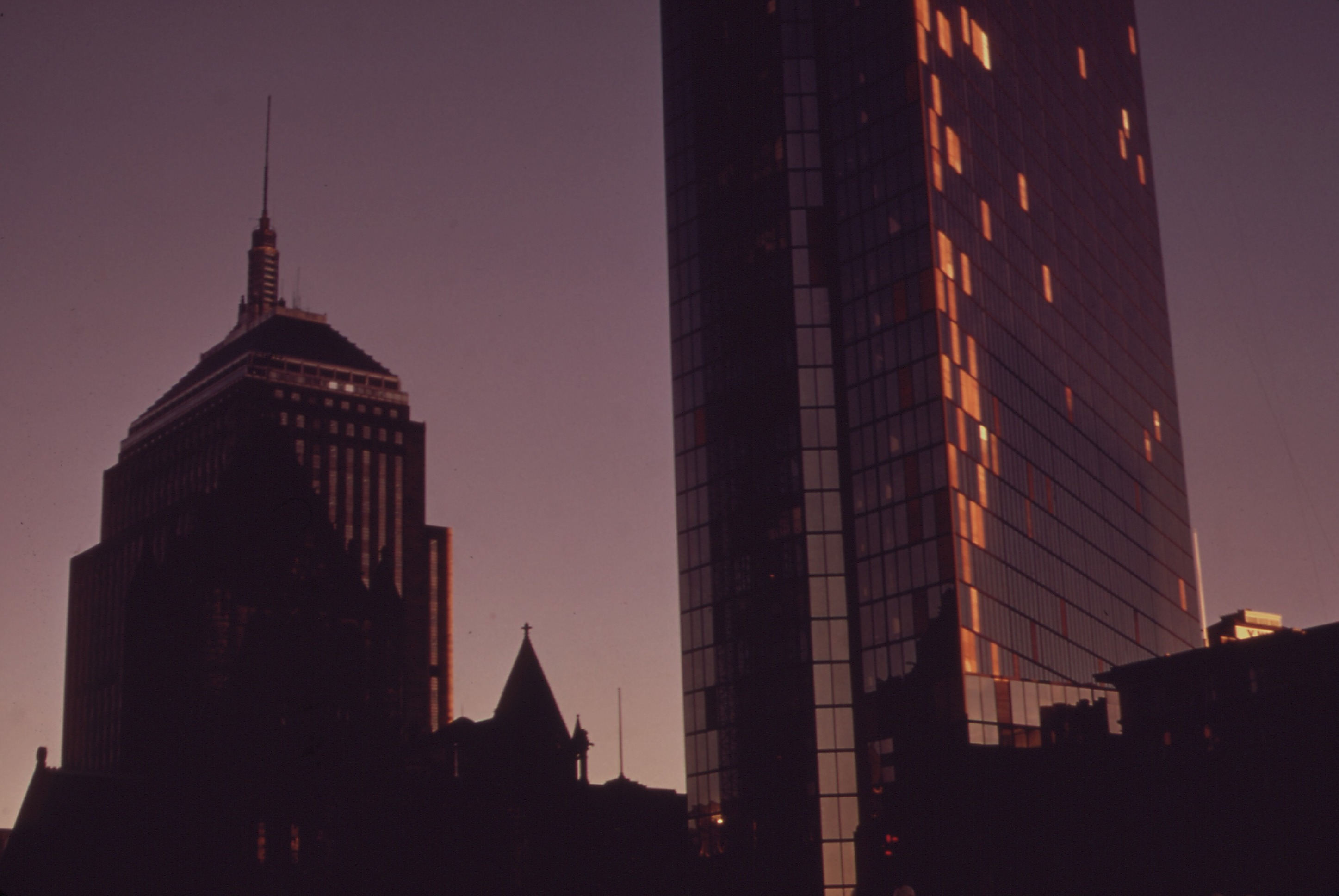
Poco después de la finalización del edificio, los paneles de cristal comenzaron a despegarse del edificio y caer a la calle. Fueron sustituidos temporalmente con contrachapado.

Inventar una manera para usar el cristal azul en una torre de acero alcanzó un alto precio. El defecto más peligroso y conspicuo del edificio fueron las ventanas de cristal defectuosas. Paneles enteros de 4' x 11' y 500-lb (1,2 x 3,4 m y 227 kg) se despegaron del edificio y se estrellaron con la acera decenas de metros debajo. La policía tenía que cerrar las calles cercanas cuando los vientos alcanzaban los 72 km/h (45 mph). Según el Boston Globe, un modelo a escala de la completa Back Bay fue construido en el Túnel de Viento de los Hermanos Wright en el MIT para identificar el problema. La investigación suscitó dudas sobre la integridad estructural de todo el edificio (debido a la torsión imprevista de la estructura), pero no explicó la caída de paneles de cristal. Un laboratorio independiente confirmó finalmente que el fallo del cristal era debido a oscilaciones y tensiones térmicas repetidas causadas por la expansión y contracción del aire entre los paneles de cristal interiores y exteriores que formaban cada ventana; la unión entre el cristal interno, material reflexivo, y el cristal exterior fue demasiado rígida trasmitiendo la fuerza al cristal externo (en lugar de absorberlo), causando que el cristal fallase.
En octubre de 1973, I.M. Pei & Partners anunció que los 10.344 paneles de ventanal serían reemplazados por un único cristal, tratado térmicamente, costando entre $5 millones y $7millones. Durante las reparaciones, hojas de contrachapado sustituyeron las ventanas vacías del edificio, ganándole los sobrenombres de "Palacio Contrachapado" y "Rancho Contrachapado" (el mismo nombre que una cadena de corrales de madera suburbanos del momento). La broma fue que Hancock Tower era el "edificio de contrachapado más alto del mundo".

### Balanceo
Los ocupantes de las plantas superiores del edificio sufrían de cinetosis cuando el edificio era balanceado por el viento. Para estabilizar el movimiento, los contratistas instalaron un dispositivo llamado amortiguador de masa en la planta 58. Como fue descrito por Robert Campbell, crítico de arquitectura del Boston Globe:
Dos pesos de 300 toneladas se sitúan en extremos opuestos de la planta 58 de Hancock. Cada peso es una caja de acero, rellenada con plomo, 5,2 m de lado por 0,9 m de altura. Cada peso descansa en una placa de acero. La placa está recubierta con lubricante, por lo que el peso está libre para deslizarse. Pero el peso está unido a la estructura de acero del edificio por métodos de resortes y amortiguadores. Cuando Hancock balancea, el peso tiende a mantenerse inmóvil, permitiendo al suelo deslizarse bajo él. Entonces, ya que los resortes y amortiguadores se afianzan, comienzan a tirar del edificio. El efecto es como el de un giroscopio, estabilizando la torre. La razón es que hay dos pesos, en lugar de uno, lo que resulta en que pueden tirar en direcciones opuestas cuando el edificio se torsiona. El coste de los amortiguadores de masa fue de $3 millones. Los amortiguadores de masa están libres para moverse unos cuantos metros respecto a la planta.

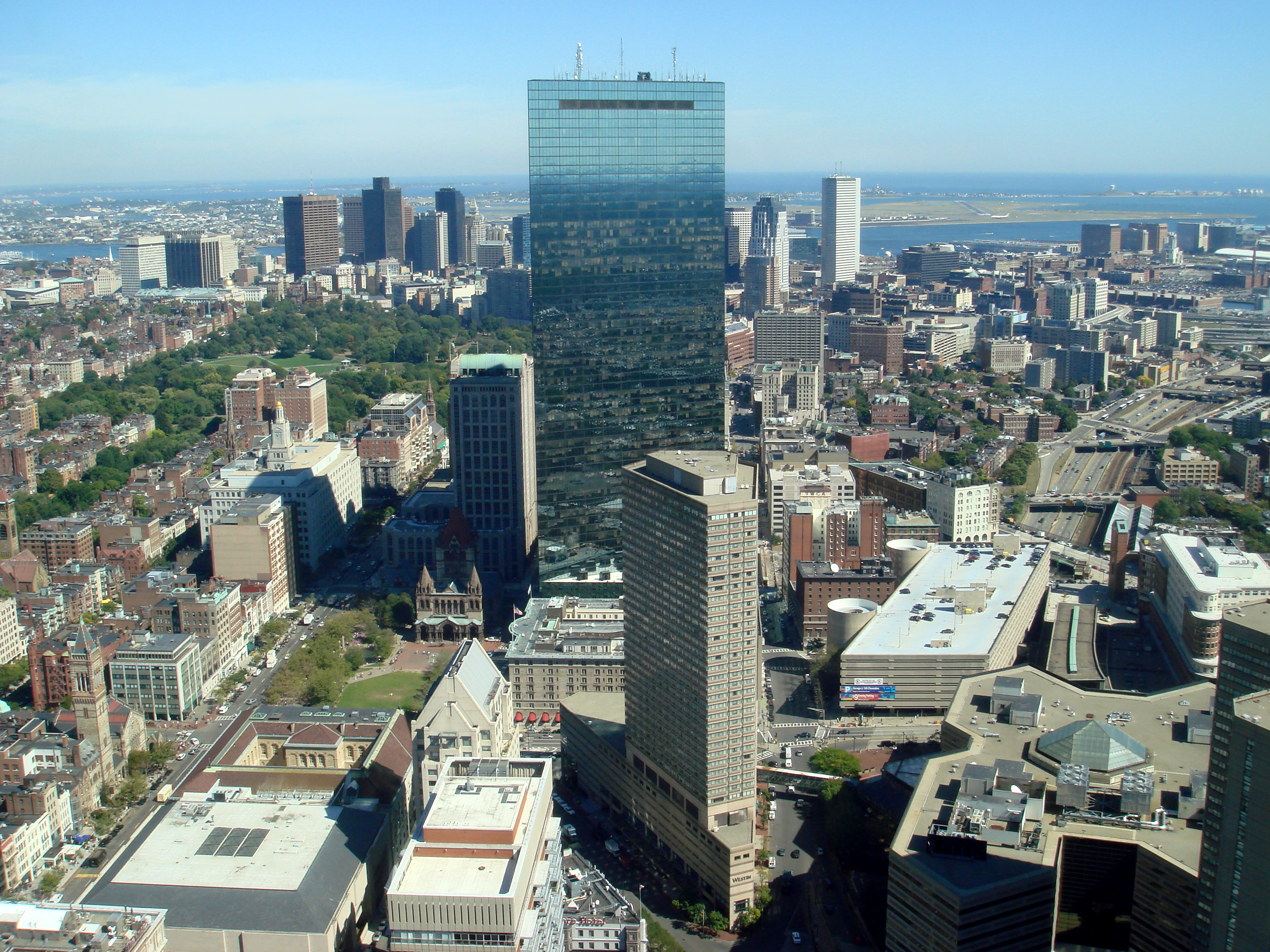
John Hancock Tower vista desde Prudential Tower; en la izquierda está Copley Square (y Trinity Church), arriba a la izquierda Boston Common, en la derecha Massachusetts Turnpike (I-90) y arriba a la derecha Logan International Airport.

Según Robert Campbell, se descubrió que (a pesar del amortiguador de masa) el edificio podría haberse hundido bajo un cierto tipo de vientos. Se evaluó como más inestable en sus lados estrechos que en los lados planos grandes. Se añadieron 1.500 toneladas de acero diagonal reforzante para prevenir este evento, costando $5 millones.

### Clausura de la plataforma de observación
La plataforma de observación con vistas espectaculares de Boston fue una atracción popular. Sin embargo, fue cerrada tras los atentados del 11 de septiembre de 2001. Debido a la clausura de la plataforma de observación de John Hancock Tower, el observatorio abierto al público más alto de Boston está ahora situado en Prudential Tower.
Los dueños del edificio citan la seguridad como la razón de la clausura continuada. Han alquilado la plataforma para funciones privadas y han expresado su intento de sustituirlo con más espacio de oficinas. Los funcionarios de la ciudad de Boston afirman que las preocupaciones de seguridad son discutibles, desde que muchas atracciones similares han sido reabiertas. Además, hacen notar que una plataforma de observación pública fue un requisito de los permisos originales de construcción para ganar beneficio público de la alta torre. Sin embargo, no han sido capaces de localizar la documentación de este requisito.

## Cambios de propiedad de octubre de 2006
En 2006, Broadway Partners adquirió Hancock Place por $1.300 millones. En 2009, habían impagado los préstamos que usaban para comprar el edificio, y cayó en ejecución de hipoteca. El 30 de marzo de 2009, Hancock Place fue vendido en subasta por $660 millones ($20 millones de nuevo capital social y $640 millones de deuda asumida por el comprador) a un consorcio de "Normandy Real Estate Partners" y "Five Mile Capital Partners". Las compañías habían estado incrementando lentamente su inversión durante los meses anteriores. En octubre de 2010, Boston Properties adquirió John Hancock Tower por $930 millones.

## Nota sobre el nombre de la compañía

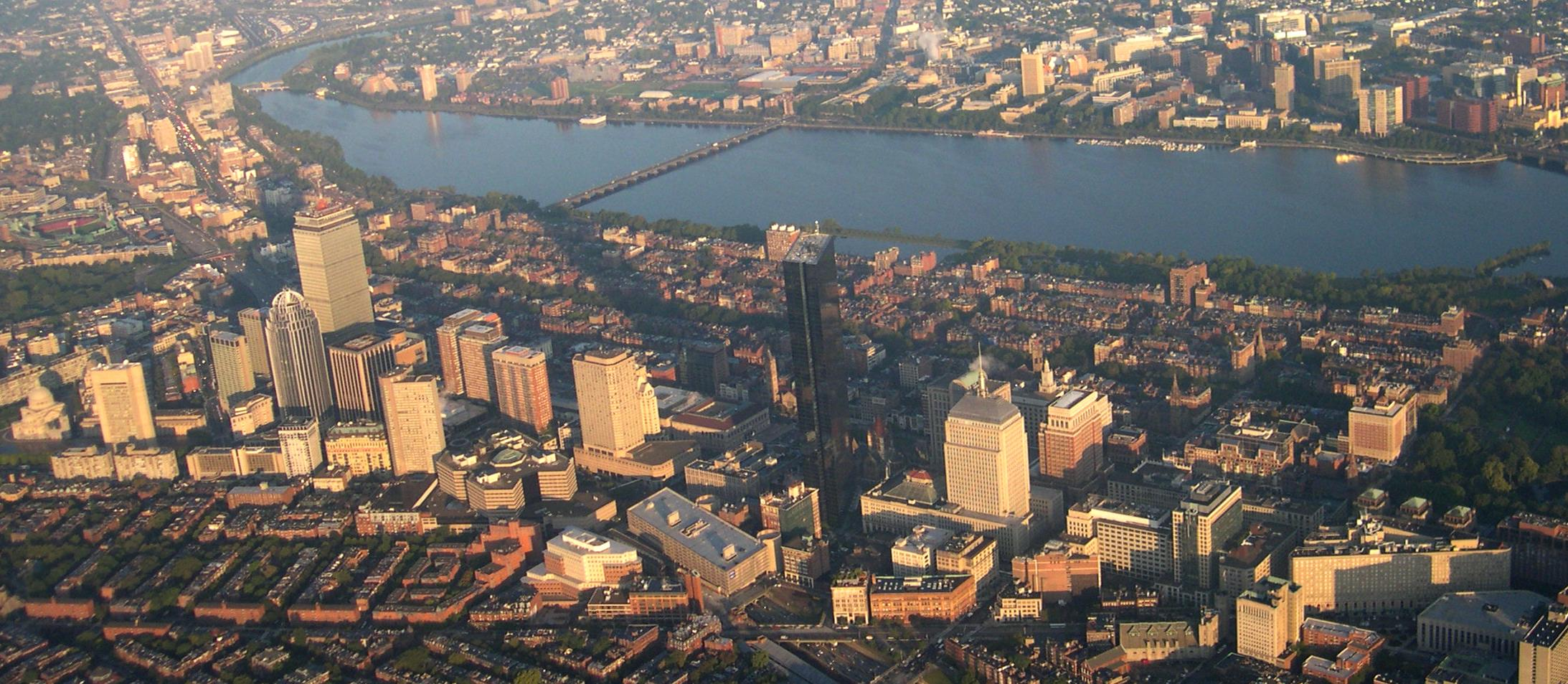
Vista aérea de Back Bay, Boston, incluyendo el Río Charles, 111 Huntington Avenue, Prudential Tower, y John Hancock Tower

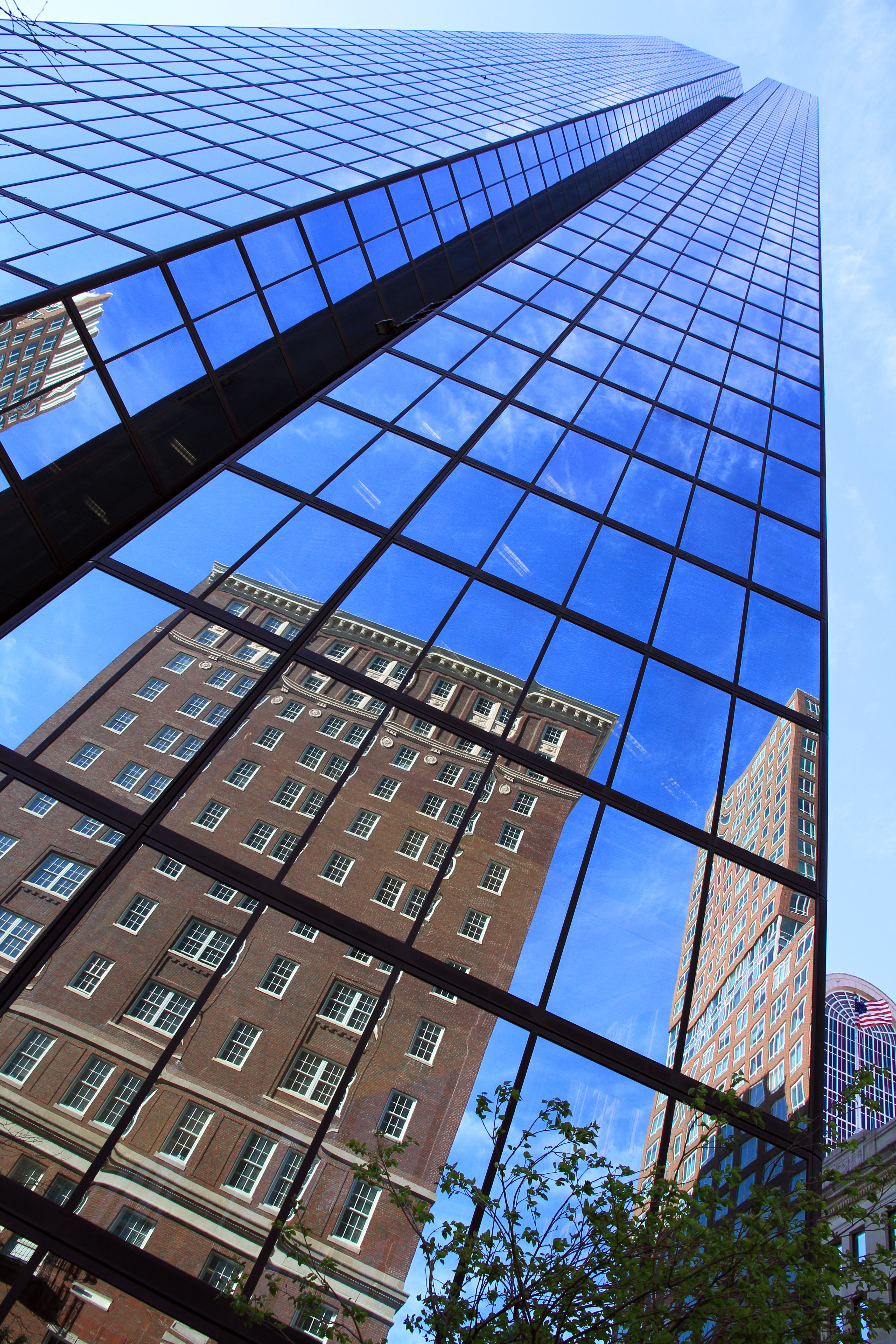
John Hancock Tower, 2013

La compañía que construyó Hancock Tower y dos edificios anteriores de nombre similar es conocida imprecisamente como "John Hancock Insurance," o simplemente "John Hancock." Fue conocida como "The John Hancock Life Insurance Company" en la década de 1930 y como "The John Hancock Mutual Life Insurance Company" en la década de 1940. En 2000, la compañía dueña de los edificios era "John Hancock Financial Services, Inc." con varias filiales como "The John Hancock Variable Life Insurance Company" y "Signator Investors, Inc." En 2003, la compañía fue adquirida por la canadiense Manulife Financial Corporation, pero todavía usa el nombre de "John Hancock Financial Services, Inc." y los de sus varias filiales.

## Cultura popular
- El edificio aparece en la película Godzilla: El rey de los monstruos donde Mothra atrapa a Ghidorah con seda en la fachada, para que Godzilla atacara a Ghidorah causando que el edificio se desplome.